# Киллер (фильм, 1997)
«Киллер» (пол. Kiler, 1997) — комедийный фильм Юлиуша Махульского. Фильм выиграл приз зрительских симпатий на Польском кинофестивале 1997 года. Музыку к фильму исполняет рок-группа Elektryczne Gitary (автор большинства песен — Куба Сенкевич).

## Сюжет
Комиссар полиции (Штур) арестовывает на месте убийства бандита по кличке Гильотина обычного таксиста по фамилии Килер (Пазура), думая, что поймал легендарного польского киллера, совершившего десятки убийств по всему миру. Доказать свою невиновность таксисту не удалось, и он угодил в тюрьму. Настоящего киллера никто в лицо не знал, и влиятельный бандит Щара (Ревиньский) похищает Килера во время перевозки в другую тюрьму и поручает ему убить партнера (сенатора Липского (Энглерт)), так как не хочет делиться с ним долларами, которые получатель должен забрать из таможни. Килер соглашается, Липский делает ему аналогичное предложение. За происходящим следит амбициозная тележурналистка Эва (Кожуховская), которую Щара тоже «заказывает» убрать, так как она надоела ему постоянными разоблачениями. Будучи человеком мирным, Килер все рассказывает журналистке, и они объединяют усилия. В результате таксист не только выходит сухим из воды, но и прикарманивает все денежки, обманув и мафию, и полицию.

## В ролях
- Цезары Пазура — Юрек Килер
- Ежи Штур — комиссар Рыба
- Януш Ревиньский — Стефан «Щара» Щажевский, бандит
- Катажина Фигура — Рыся, жена «Щары»
- Кшиштоф Кершновский — «Узкий», человек «Щары»
- Ян Энглерт — сенатор Липский
- Малгожата Дрозд — секретарь сенатора Липского
- Марек Кондрат — директор тюрьмы
- Владислав Комар — «Ушат», заключённый бандит
- Малгожата Кожуховская — Эва, тележурналистка
- Ян Махульский — старший инспектор

## Съёмочная группа
- Монтажёр — Ядвига Заицек (Jadwiga Zajicek).
- Художник — Яцек Осадовский (Jacek Osadowski).